# 일본의 애니메이션 영화 목록
일본의 애니메이션 영화 목록에서는 일본에서 제작 된 애니메이션 영화 작품 목록 기재.

## 영화 목록
- 1910~50년대 일본의 애니메이션 영화 목록
- 1960년대 일본의 애니메이션 영화 목록
- 1970년대 일본의 애니메이션 영화 목록
- 1980년대 일본의 애니메이션 영화 목록
- 1990년대 일본의 애니메이션 영화 목록
- 2000년대 일본의 애니메이션 영화 목록
- 2010년대 일본의 애니메이션 영화 목록
- 2020년대 일본의 애니메이션 영화 목록

### 참고 링크
이 항목의 전거에 사용된 주요 데이터베이스 사이트.
- 영화.com
- 영화 워커 보관됨 2020-03-17 - 웨이백 머신

## 같이 보기
- 일본의 애니메이션 영화 흥행 기록